# Colwyn Trevarthen
Colwyn Trevarthen (Auckland, 2 marzo 1931 – 1º luglio 2024) è stato un biologo e psicologo neozelandese.
Dal 1971 fu professore di "Child Psychology and Psychobiology" presso il Dipartimento di Psicologia dell'Università di Edimburgo. Pubblicò diversi studi su vari argomenti di neuropsicologia, sviluppo del cervello e sulla comunicazione nell'infanzia.

## Soggetti di studio
Il suo studio si focalizzò sul ruolo delle emozioni e della motivazione sullo sviluppo psicologico e sull'educazione fin dall'infanzia.
Il suo interesse fu rivolto nello specifico al ruolo del ritmo e della emozioni nel gioco e nelle fantasie dei bambini, i giochi musicali e le canzoni, le storie e le scoperte, lo scambio con i compagni reali o immaginari, il supporto culturale all'apprendimento negli anni dell'infanzia e nell'età pre-scolare. Ciò lo portò a studiare le fondamenta del linguaggio ed il suo significato.
Lavorò ad una teoria sulle fondamenta innate della "musicalità comunicativa" assieme al musicista ed esperto di acustica Stephen Malloch. Le osservazioni delle competenze espressive dei bambini portarono la ricerca verso le componenti non verbali della comunicazione, inclusi gli studi di alcune terapie come la musicoterapia.
L'analisi del linguaggio degli adulti nei confronti dei bambini permise poi di verificare l'importanza del ritmo e del tono di un'espressione verbale da parte di un insegnante verso la promozione di un "apprendimento collaborativo" e per una maggiore fiducia del bambino nella conoscenza.

## Incarichi ricoperti
Altri ruoli ricoperti dal professore furono: 
- Honorary Research Professor presso il Dipartimento di Educazione Primaria dell'Università di Strathclyde;
- Visiting professor presso il Centro Nazionale per gli Studi sull'autismo, sempre presso l'Università di Strathclyde e lo "Scottish Executive Autism Reference Group";
- Vicepresidente della British Association for Early Child Education;
- Membro dell'Advisory Board, Research Base, Pen Green Centre for Under Fives & Families di Corby;
- Membro dell'Advisory Board, Sutherland Trust for the Study of Human Relations in Education, Social Services and Health Care;
- Dottorato Onorario in Psicologia presso l'Università di Creta;
- Fellow (membro) della Royal Society of Edinburgh;
- Membro dell'Accademia norvegese delle Scienze e delle Lettere.